# Río Songacha
El río Songacha (en ruso Сунгача; en chino, 松阿察河; pinyin, Sōngàchá Hé) es un corto río del noroeste asiático, un afluente de la margen izquierda del río Ussuri, a su vez afluente del río Amur en su curso bajo. Tiene una longitud de 180-210 km (el cauce cambia mucho cada año) y drena una cuenca de 25 600 km².
Administrativamente, el río forma la frontera natural entre China (provincia de Heilongjiang) y la Federación de Rusia (Krai de Primorie).
El río Sungacha es el único emisario del gran lago Janka (4 190 km²), situado ente Rusia y China, del que el mayor afluente es el río Ilistaja (Илистая, 220 km). El sistema Songacha—lago Janka—Ilistaja tiene una longitud total de 505 km, ya que la distancia entre las bocas de ambos ríos es de unos 75 km (210+75+220).
La región del río alberga una fauna y flora particularmente ricas, en especial, el loto sagrado (Nelumbo nucifera).